# Рейнгольд, Эмилий Иванович
 Эмилий Иванович Рейнгольд  (1785 или 1787 — 1867) — лейб-медик, участник Отечественной войны 1812 года, действительный тайный советник

## Биография
Родился, по одним сведениям 4 (15) июня 1785 года, по другим — в 1787 году.
С 24 июня 1803 года учился в Медико-хирургической академии, которую окончил 14 марта 1807 года первым по успехам со званием лекаря 1-го отделения; 2 апреля был определён врачом в лейб-гвардейский Измайловский полк, в составе которого участвовал в сражении под Фридландом и в русско-шведской войне.
6 марта 1812 года был переведён исполняющим обязанности полкового штаб-лекаря в Кавалергардский полк, с которым участвовал в походах 1812—1814 годов. За Бородинское сражение был награждён орденом Св. Владимира 4-й степени и Св. Анны 2-й степени, а за Фершампенуаз и Париж получил алмазы к ордену Св. Анны и в 1815 году был утверждён в должности полкового штаб-лекаря
В 1820 году получил степени доктора медицины и хирургии. В 1825 году находился при императоре Александре I в Таганроге, куда приехал 23 сентября в свите императрицы Елизавета Алексеевны, вплоть до его смерти 19 ноября и бальзамировал его тело. Затем сопровождал Елизавету Алексеевну и находился при ее кончине в Белёве; 13 февраля 1826 года был пожалован в лейб-медики Высочайшего Двора.
С 9 января 1828 года оставил службу в полку и состоял доктором при княгине Лович, супруге Великого князя Константина Павловича.
С 6 декабря 1834 года состоял в чине действительного статского советника. В 1836 году, 7 апреля, был назначен совещательным членом Медицинского совета Министерства внутренних дел; в 1843 году был определён непременным членом Военно-медицинского учёного комитета. С 18 февраля 1844 года назначен состоять по Главному штабу и числиться при императоре, а 6 декабря 1849 года был пожалован в тайные советники.
После смерти М. А. Маркуса в 1865 году он был назначен управляющим Медицинской придворной частью и в 1866 году был произведён в чин действительного тайного советника.
С 16 сентября 1850 года состоял почётным членом Петербургской медико-хирургической академии. Был также членом Общества русских врачей в Петербурге, Московского общества испытателей природы, Варшавского медицинского, Баденского судебно-медицинского, Леопольдинского испытателей природы (с 07.03.1857) и Афинского Королевского греческого медицинского общества.
Умер в Санкт-Петербурге 9 (21) января 1867 года. Похоронен на Волковском лютеранском кладбище.
Был женат на Амалии Шарлотте Франц (1793—1863).